# Biserica romano-catolică din Solca

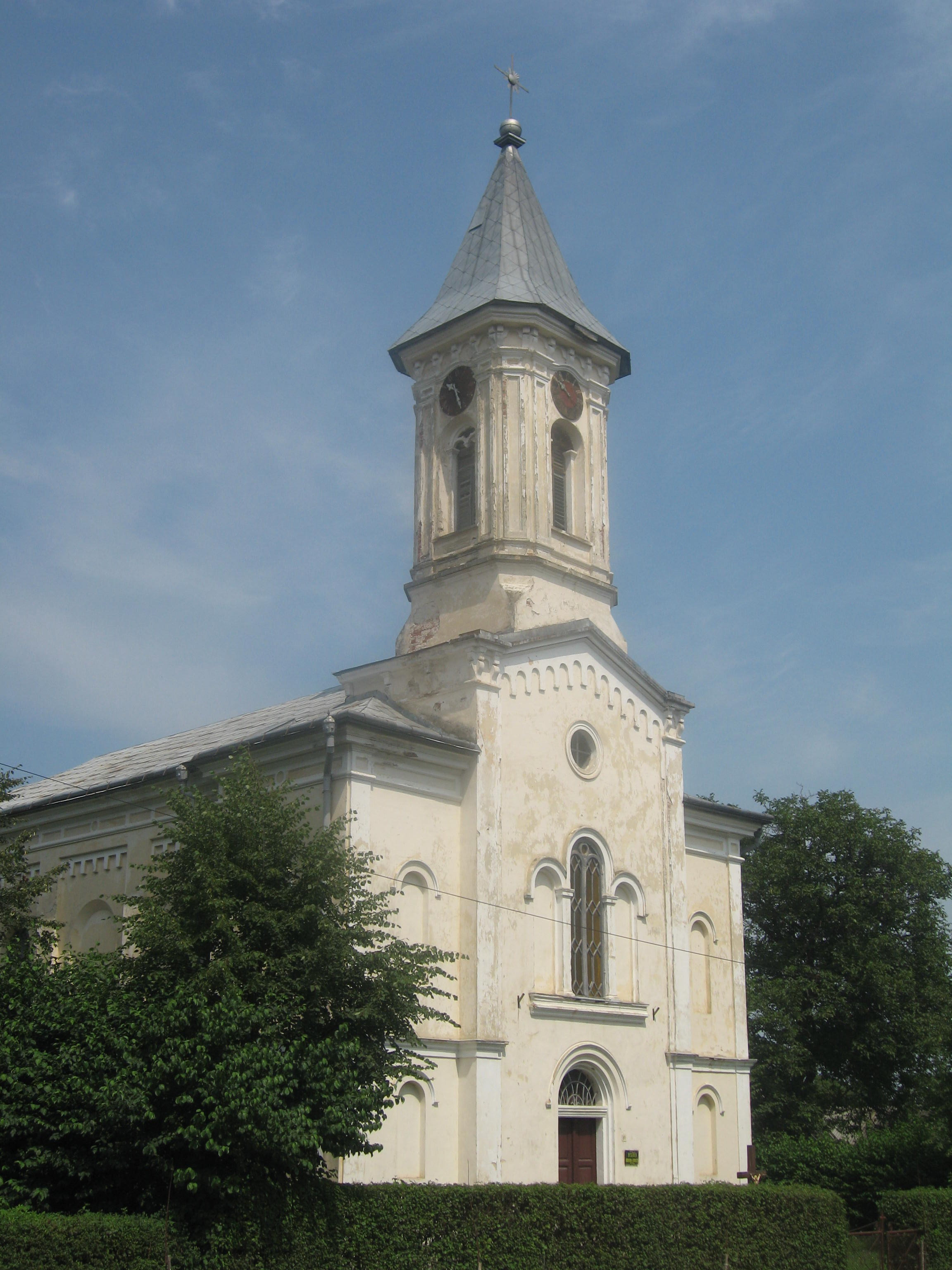
Biserica romano-catolică din Solca

Biserica "Sfinții Arhangheli Mihail, Gabriel și Rafael" din Solca este o biserică romano-catolică construită în jurul anului 1868 în orașul Solca (județul Suceava). Ea se află pe str. Tomșa Vodă nr. 13, de-a lungul drumului care face legătura între orașele Câmpulung Moldovenesc și Rădăuți. Orașul Solca este situat la o distanță de 46 km de orașul Suceava. 

## Comunitatea germană din Solca
După anexarea Bucovinei de către Imperiul Habsburgic (1775), autoritățile austriece au adus aici coloniști de origine germană, care proveneau din diverse regiuni ale imperiului și din landurile germane. În anul 1785 a fost înființat „un Oficiu de încercare și cercetare a sării din zona Solca" și, totodată, un depozit pentru sarea adusă din Transilvania, pentru trebuințele Bucovinei. Oficiul și-a stabilit sediul în chiliile fostei mănăstiri Solca. Tot atunci, au sosit la Solca câțiva ingineri geologi germani care au efectuat prospecțiuni geologice la Cacica și la Solca. Astfel, în perioada următoare, au început să sosească mineri germani și polonezi care s-au stabilit în aceste localități. După descoperirea a peste 50 de zăcăminte de sare în regiunea geografică cuprinsă între Solca și Rădăuți, s-a înființat la Solca un oficiu de exploatare a sării, sub conducerea lui Johann Hoffmann. 
Comunitatea germană a continuat să crească până în 1918. Satul avea învățători care predau copiilor în limba germană, precum și o biserică catolică (1868). 
După Unirea Bucovinei cu România (1918), numărul germanilor din Solca s-a menținut constant. În perioada interbelică, Solca a fost comună urbană (oraș). În localitate funcționau în anul 1921 două școli: una în limba română și o alta în limba germană. 
În anul 1930, populația orașului Solca (care era și reședință a Plasei Arbore din județul Suceava) era de 2.822 locuitori, dintre care 1.775 români (62,89%), 748 germani (26,50%), 191 evrei (6,76%), 86 polonezi (3,04%), 12 ruși, 3 ruteni, 3 cehoslovaci, 1 ungur, 1 sârbo-croato-sloven, 1 armean și 1 de altă naționalitate.  După religie, locuitorii satului erau grupați astfel: 1.714 ortodocși (60,73%), 856 romano-catolici (30,33%), 191 mozaici (6,76%), 22 evanghelici (luterani), 16 baptiști, 8 greco-catolici, 2 armeno-gregorieni, 10 de alte religii și secte și 3 fără religie (liber-cugetători). 
Etnicii germani au fost mutați în anul 1940 în zone ocupate de Germania Nazistă. România și Germania au încheiat o convenție prin care statul român se obliga să achite despăgubiri pentru fiecare clădire în parte, inclusiv pentru terenurile și pădurile germanilor care au emigrat. 

## Biserica romano-catolică din Solca
Biserica romano-catolică din Solca a fost construită în jurul anului 1868 de către comunitatea germanilor de religie catolică din satul Solca (în germană Solka), aflat pe atunci în Ducatul Bucovinei. La momentul acela, în Solca locuiau mulți etnici germani. Biserica a fost construită în centrul localității, la șosea. Ea are hramul Sfinții Arhangheli Mihail, Gabriel și Rafael (sărbătorit la 29 septembrie).
După datele Recensământului general al populației României din 29 decembrie 1930, în orașul Solca locuiau 856 credincioși romano-catolici. Aceștia reprezentau o pondere de 30,33% din populația localității.  Majoritatea lor era de etnie germană, dar existau și credincioși de etnie poloneză.
Până în 1940, Biserica romano-catolică din Solca a avut rangul de parohie, având ca filială biserica din Arbore. Etnicii germani au imigrat în anul 1940 în Germania, împreună cu preotul paroh Francisc (Franz) Gaschler. Parohia Solca a fost desființată în anii '40 ai secolului al XX-lea, ca urmare a imigrării enoriașilor catolici germani în Germania. În timpul războiului, pr. Jósef Kledzik, paroh de Solonețu Nou (1939-1942), a păstorit și comunitățile romano-catolice din Solca si Arbore. 
În perioada regimului comunist, numărul credincioșilor romano-catolici din Solca s-a micșorat în mod continuu, majoritatea lor emigrând în Germania. La recensământul din 2002, din cei 4.456 locuitori ai orașului Solca, 4.029 s-au declarat de religie ortodoxă (90,41%), 189 penticostali (4,24%), 136 adventiști (3,05%), 69 romano-catolici (1,54%), 21 creștini după Evanghelie, 9 creștini de rit vechi și 3 greco-catolici.  Populația orașului Solca s-a redus mai mult prin desprinderea în anul 2007 a satului aparținător Poieni-Solca, care a devenit comună separată. 
Începând din 1 octombrie 2005, preotul pensionar Ioan Tamaș (fost profesor la Institutul Teologic Romano-Catolic "Sf. Iosif" din Iași și doctor în drept canonic) s-a stabilit la Solca, locuind în fosta casă parohială. El se ocupă de pastorația credincioșilor din acest oraș.
În prezent, Biserica romano-catolică din Solca este filială a Parohiei "Coborârea Sfântului Duh" din Solonețu Nou. În această biserică sunt celebrate liturghii zilnic la orele 17.00 (18.00), iar duminica și de sărbători la ora 09.30.

## Preoți
La această biserică au slujit următorii preoți-parohi: 
- pr. Edward Niestenberger (n. 1829, Tarnopol, Galiția - d. 22 ianuarie 1903, Rădăuți) - A fost sfințit preot în anul 1852, la Lemberg. A activat ca vicar parohial la Rădăuți (30 ianuarie – 23 noiembrie 1856), capelan administrativ la Solca (24 noiembrie 1856-1875?), paroh la Rădăuți (15 decembrie 1879 - 22 ianuarie 1903) și decan. Este înmormântat în cimitirul catolic din Rădăuți, în apropierea monumentului eroilor.
- pr. Francisc (Franz) Gaschler (n. 13 august 1887, Arbore - d. ?) - A absolvit gimnaziul la Siret, apoi a urmat studii teologice la Universitatea din Lemberg (1911-1914) și la Universitatea din Viena (1914-1915). A fost sfințit preot la Viena la 10 august (după alte surse 14 august) 1915. A activat ca vicar (octombrie 1915 - iunie 1921), administrator parohial (9 iunie 1921 - 30 aprilie 1922), vicar (30 aprilie 1922 - 15 mai 1923) și din nou administrator parohial la Rădăuți (15 mai 1923 - 3 noiembrie 1924), administrator spiritual pentru Luisenthal (Fundu Moldovei) (1924-1929), paroh la Vatra Dornei (28 august 1929 - 1937) și Solca (1937-1940). A emigrat în Germania în 1940.
- pr. Jósef Kledzik (Klegik) (n. 16 mai 1897, Ujście, Polonia - d. 12 august 1942, Solonețu Nou, județul Suceava) - A activat ca paroh la Solonețu Nou (1939-1942), păstorind și comunitățile din Solca și Arbore. A fost înmormântat la Solonețu Nou.
- pr.prof.dr. Ioan Tamaș (n. 23 martie 1941, Izvoarele, județul Iași) - A absolvit Școala Generală de 7 clase la Săbăoani (1955), Școala de cantori la Iași (1959) și Institutul Teologic Romano-Catolic "Sf. Iosif" din Iași (1965). A urmat studii postuniversitare la Universitatea Pontificală Urbaniana din Roma (1981-1986), unde a obținut doctoratul în drept canonic. A fost sfințit preot la 29 iunie 1965, la Alba Iulia, de către episcopul Áron Márton. A activat ca vicar la Valea Seacă (1 ianuarie 1966 - 31 martie 1967) și Săbăoani (1 aprilie 1967 - 31 martie 1973), paroh la Pildești (1 aprilie 1973 - 31 august 1979), prefect și profesor la Institutul Teologic Romano-Catolic "Sf. Iosif" din Iași (1 septembrie 1979 - 30 septembrie 1981), student la Roma (1 octombrie 1981 - 30 septembrie 1986), consilier la Arhiepiscopia de București și profesor la Institutul Teologic Romano-Catolic "Sf. Iosif" din Iași (1 octombrie 1986 - 31 decembrie 1989), profesor la Institutul Teologic Romano-Catolic "Sf. Iosif" din Iași (1 octombrie 1990 - 30 septembrie 2000), capelan la Spitalul Municipal din Prato, Italia (1 octombrie 2000 - 31 octombrie 2002), profesor la Institutul Teologic Romano-Catolic "Sf. Iosif" din Iași (1 noiembrie 2002 - 31 octombrie 2004), înlocuitor de paroh la Cârlibaba (1 noiembrie 2004 - 31 martie 2005), preot pensionar la Institutul Teologic Romano-Catolic "Sf. Iosif" din Iași (1 aprilie - 30 septembrie 2005), preot pensionar la Solca (1 octombrie 2005 -). A fost pensionat la 23 martie 2001. A publicat la Editura Sapientia din Iași un "Mic dicționar creștin catolic" (2001), "Mic dicționar teologic" (2008) și traducerea "Codului de drept canonic" (2004).

## Imagini

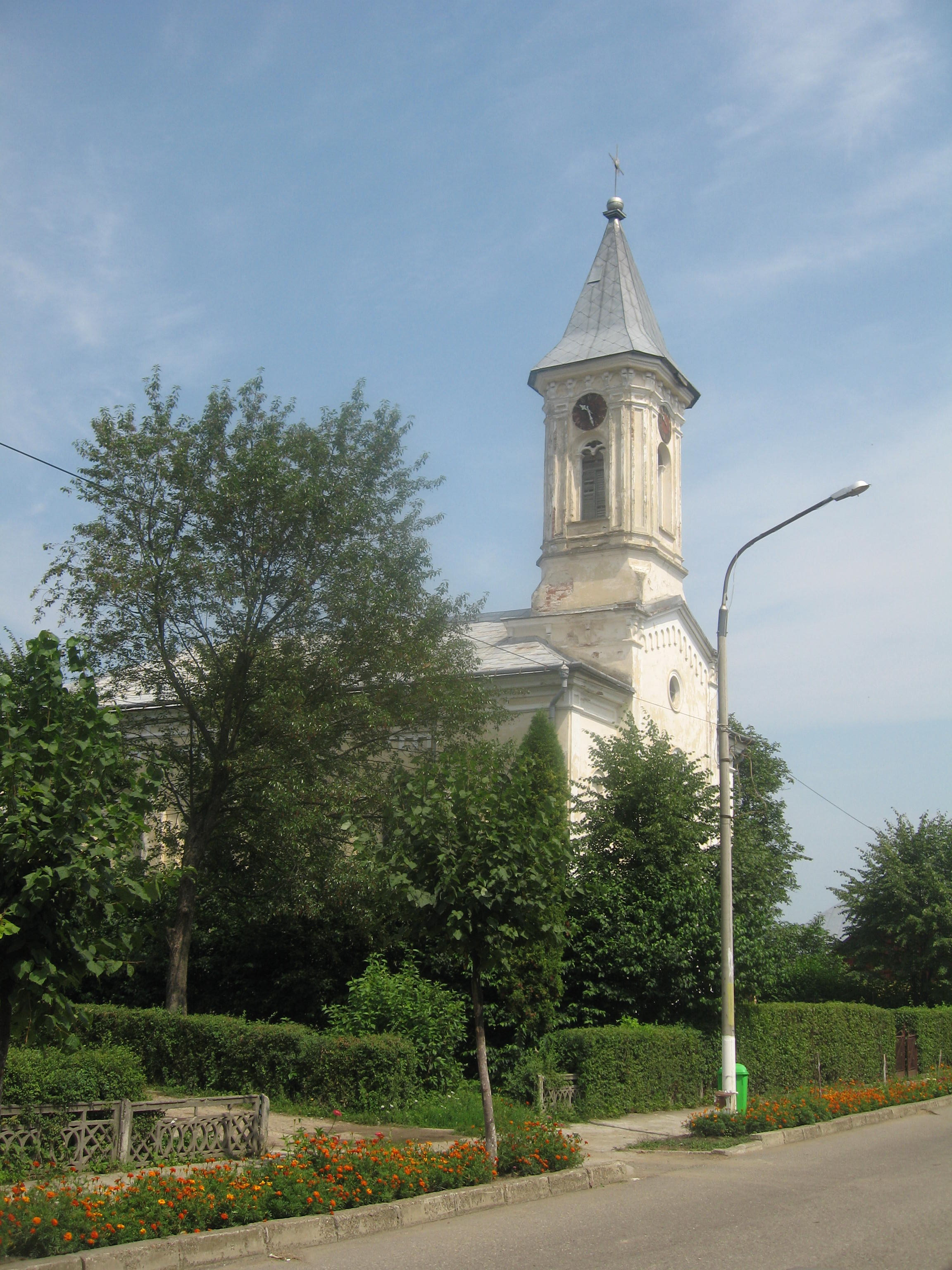
Biserica romano-catolică din Solca
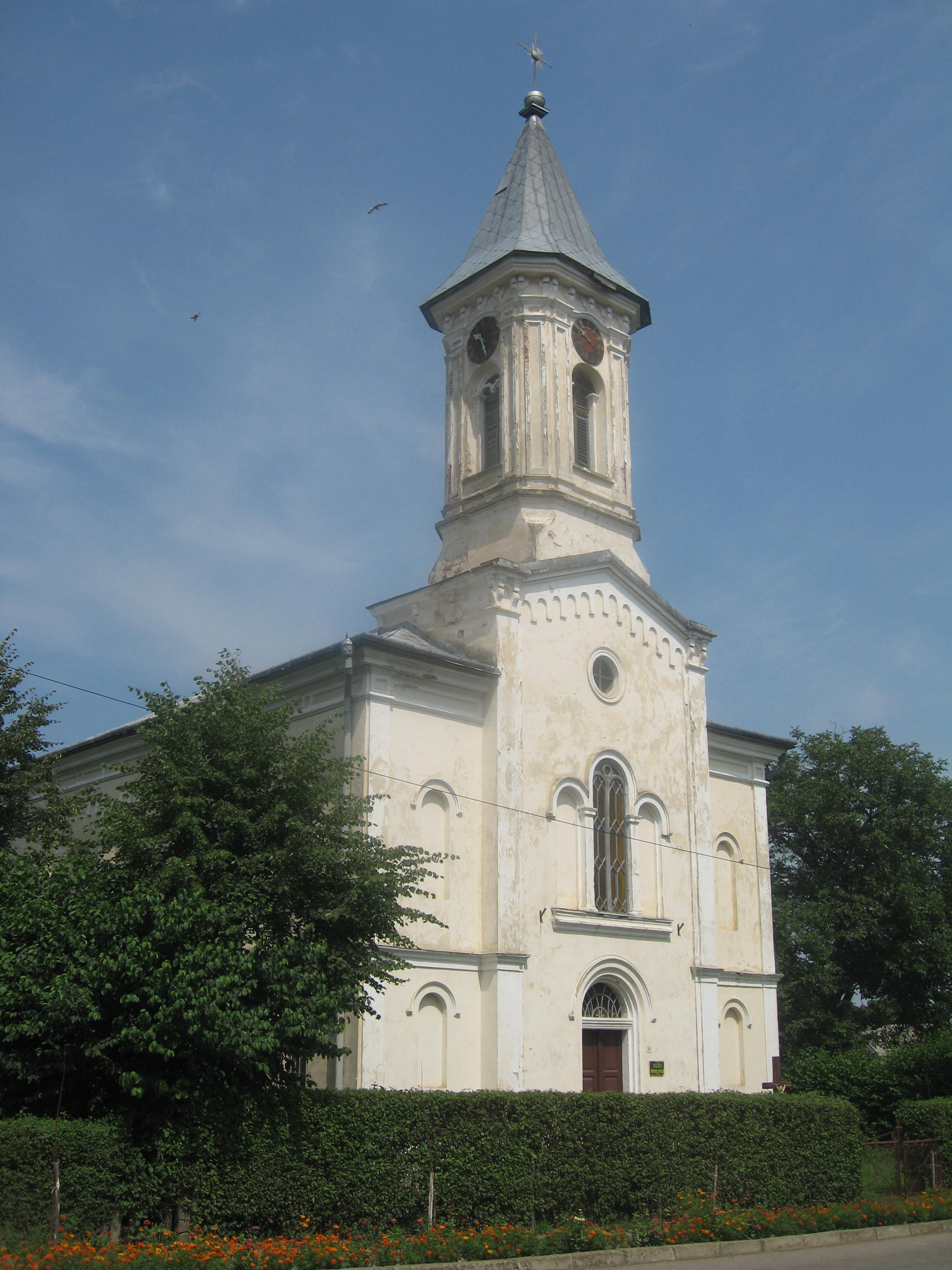
Biserica romano-catolică din Solca
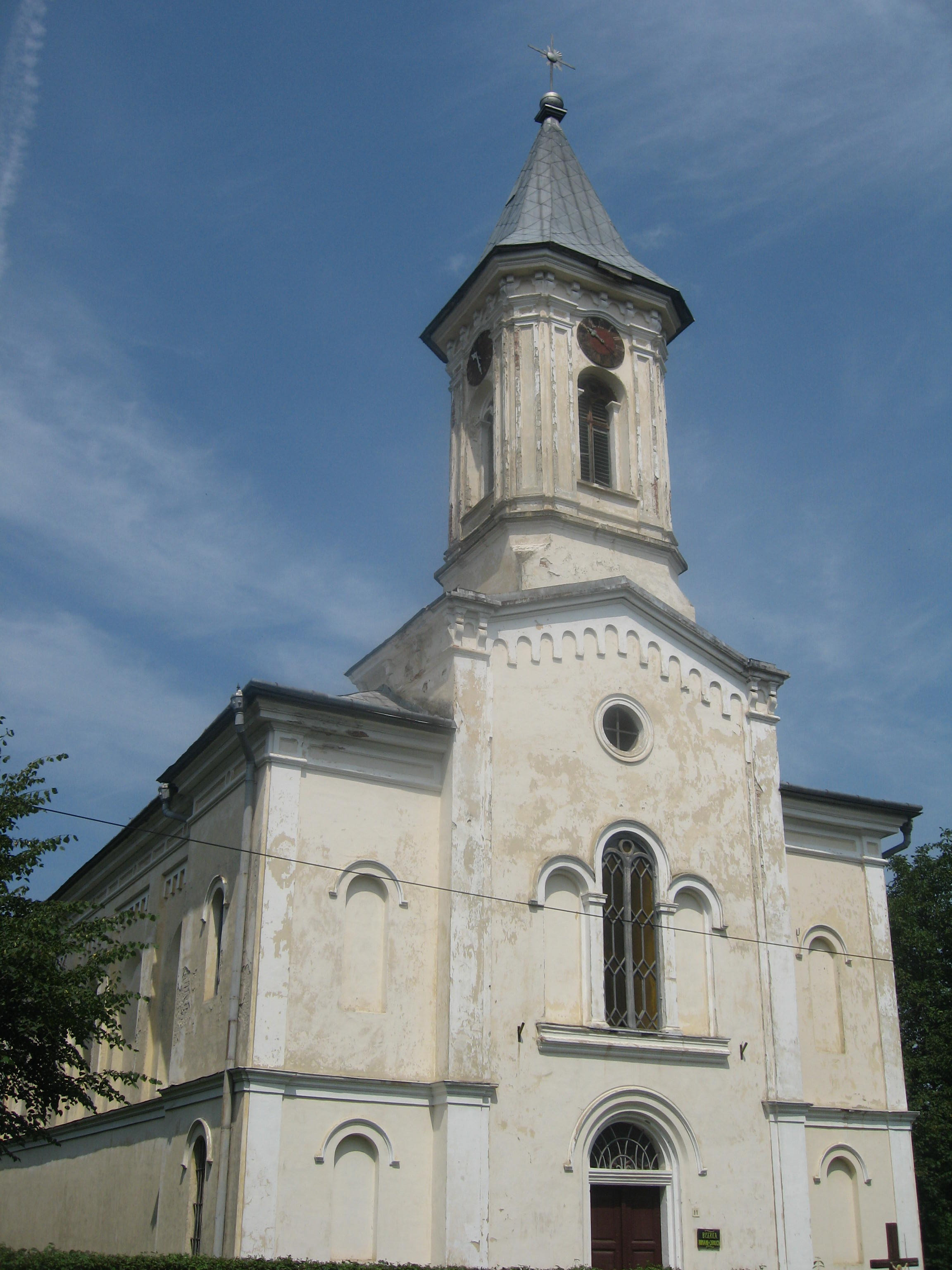
Biserica romano-catolică din Solca
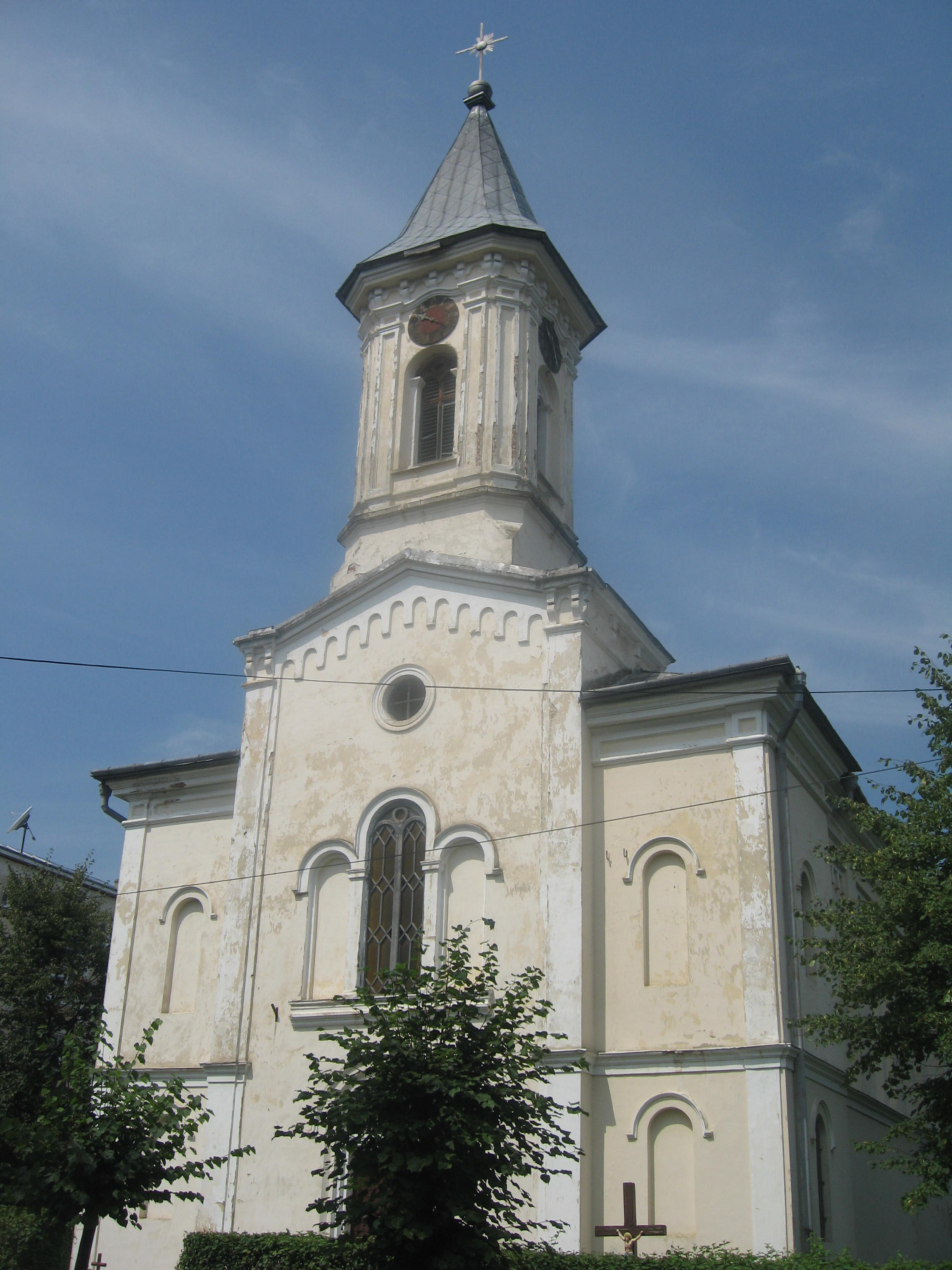
Biserica romano-catolică din Solca

## Vezi și
- Solca